# Moi (film)
Pour les articles homonymes, voir Moi.
Pour plus de détails, voir Fiche technique et Distribution.
Moi (The Show Off) est un film américain réalisé par Malcolm St. Clair, sorti en 1926.

## Fiche technique
- Titre français : Moi[1]
- Titre original : The Show Off
- Réalisation : Malcolm St. Clair
- Scénario : George Kelly et Pierre Collings
- Photographie : Lee Garmes
- Pays de production : États-Unis
- Format : Noir et blanc - Film muet
- Date de sortie : 1926

## Distribution

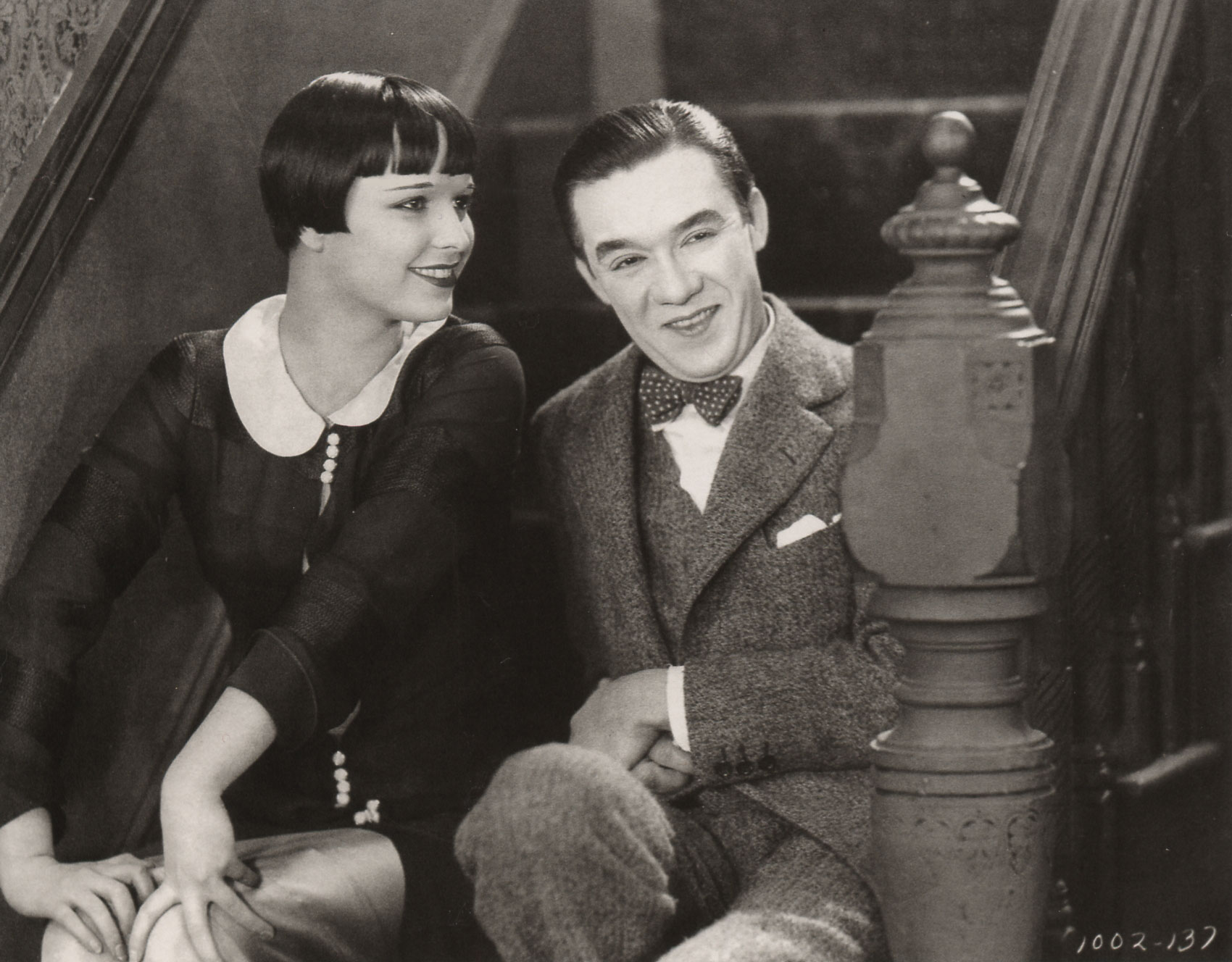
Louise Brooks et Gregory Kelly.

- Ford Sterling : Aubrey Piper
- Lois Wilson : Amy Fisher
- Louise Brooks : Clara
- Claire McDowell : Mom Fisher
- Charles Goodrich : Pop Fisher
- Gregory Kelly : Joe Fisher